# Fisherman's Friend

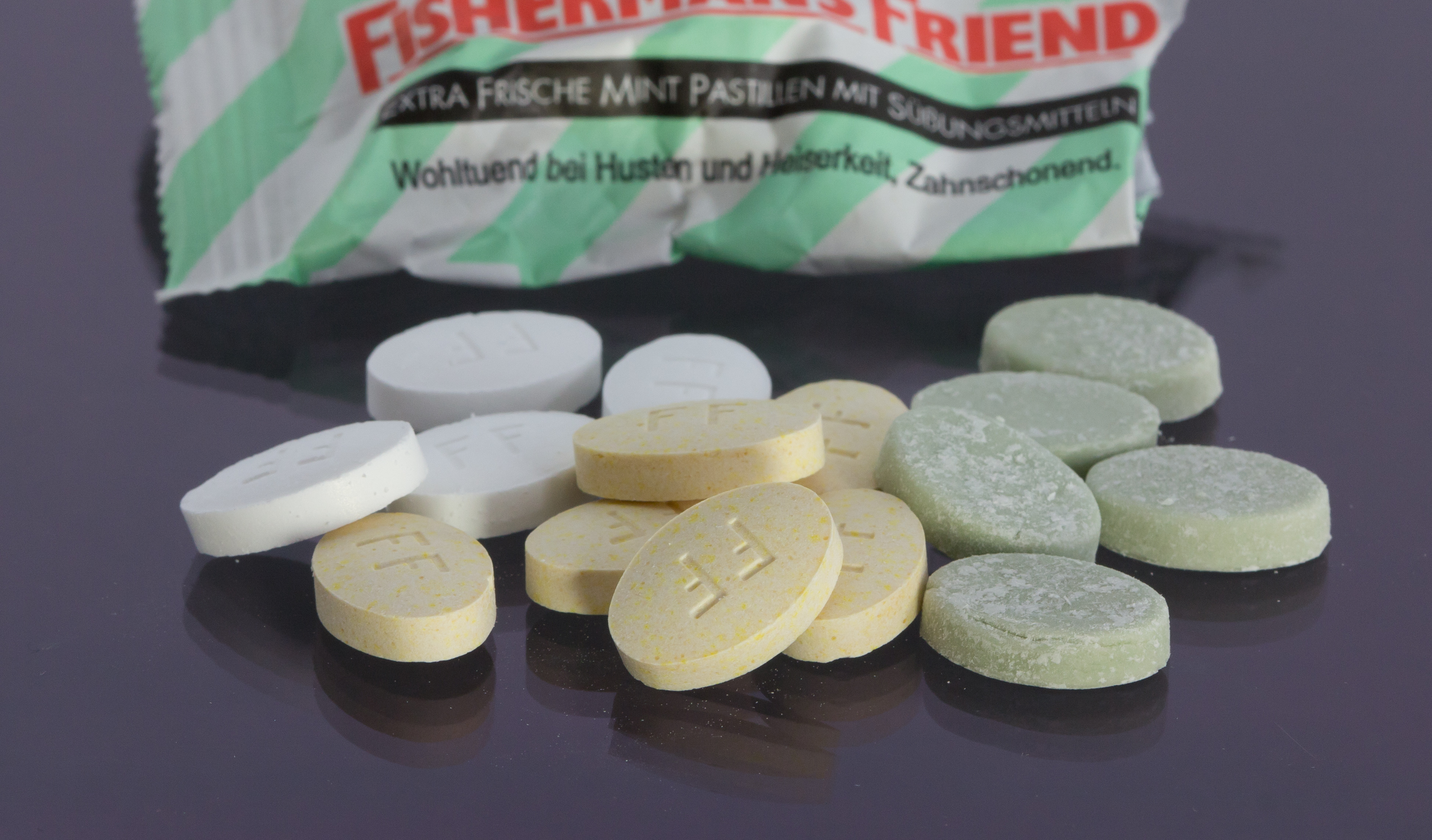
Fisherman's Friend

Fisherman's Friend je značka silných mentolových pastilek vyráběných firmou Lofthouse ve Fleetwoodu, Lancashire, Anglie.

## Historie
Fisherman's Friend byl vyvinut lékařem Jamesem Lofthousem v roce 1865 na zmírnění různých dýchacích potíží rybářů, kteří pracovali v extrémních podmínkách Severního moře. Původně vyvinul tento lék ve formě velmi silné mentolové a eukalyptové tekutiny. Později ve formě malých pastilek, které byly snadnější na přepravu. Podle výrobce začali rybáři odkazovat na pastilky jako na "přítele" (friend), proto jméno. Co se týče receptury, zůstaly Fisherman’s Friend v podstatě nezměněny.

## Ingredience
Originální Extra Strong pastilky obsahují cukr, výtažky z lékořice, mentol, eukalyptový olej, tragant, a paprikovou tinkturu. Verze bez cukru obsahuje sorbitol, mentol, sakralózu a Acesulfam draselný.

## Dostupnost
Fisherman’s Friend jsou nyní k dispozici ve více než stovce zemí, v různých příchutích, z nichž některé jsou k dispozici pouze v některých zemích. Některé příchuti jsou bez cukru, sáčky s nimi jsou pruhované. V ČR je možné koupit Fisherman’s Friend pouze v základní mentolové příchuti, nebo mentol bez cukru.

## Příchuti
- Původní Extra Strong
- Anýz
- Super Strong Peppermint
- Bez cukru
- Původní Extra Strong (bez přidaného cukru)
- citrón
- černý rybíz
- máta
- Jablko a skořice
- Salmiak (vybrané evropské trhy)
- třešeň
- Pikantní Mandarinka (vybrané asijské trhy)
- sladká lékořice
- tropický
- máta peprná
- citrus